# Potentilla conferta
Potentilla conferta är en rosväxtart som beskrevs av Aleksandr Andrejevitj Bunge. Potentilla conferta ingår i Fingerörtssläktet som ingår i familjen rosväxter.

## Underarter
Arten delas in i följande underarter:
- P. c. laxiuscula
- P. c. trijuga